# Fritz John
Fritz John   (Berlín, 14 de juny de 1910 - Nova York, 10 de febrer de 1994) va ser un matemàtic jueu alemany emigrat als Estats Units.
Tot i que havia nascut a Berlín, va ser escolaritzat a la ciutat alemanya de Danzig (actual Gdańsk, Polònia). Des de 1929 fins a 1933 va estudiar matemàtiques a la universitat de Göttingen, en la qual va obtenir el doctorat el 1934 amb una tesi dirigida formalment per Richard Courant, però suggerida per Gustav Herglotz i Hans Lewy. Com que era de família jueva, va veure que no tenia futur acadèmic a l'Alemanya nazi i, el 1934, va anar a la universitat de Cambridge, on va estar un curs amb l'ajut del Fons d'Ajuda als Refugiats. El 1935 va rebre una proposta per ser professor de la universitat de Kentucky que va acceptar i s'hi va estar fins al 1946, excepte dos anys de permís en els quals va treballar al Laboratori Balístic de l'Armada a Aberdeen (Maryland). El 1946 es va reunir amb el seu antic professor a Göttingen, en incorporar-se a l'Institut Courant de Ciències Matemàtiques de la universitat de Nova York, en el qual va romandre fins a la seva jubilació el 1981.
John és conegut sobre tot pels seus treballs en càlcul i anàlisi matemàtica, especialment en el camp de les equacions diferencials parcials. Conjuntament amb Courant va publicar el 1965 un llibre de text clàssic d'Introducció al Càlcul i l'Anàlisi en dos volums, que es va traduir a nombrosos idiomes. Però també va obtenir resultats importants en el camp de l'elasticitat, de la teoria matemàtica de les onades d'aigua, de la geometria convexa i de la programació no lineal. En aquest darrer camp destaca el seu teorema sobre les condicions d'optimització amb restriccions d'igualtat o desigualtat.